# Peter Macon
Peter Macon est un acteur américain de télévision, né à Cincinnati, Ohio (États-Unis).

## Carrière
Il est apparu dans des épisodes de Nash Bridges, New York, police judiciaire, FBI : portés disparus, Supernatural, Dexter, Harry Bosch, SEAL Team et Shameless.
Entre 2017 et 2022, il joue le personnage de Bortus dans The Orville, une série de science-fiction créée par Seth MacFarlane, diffusée pour la première fois sur FOX le 10 septembre 2017.

## Filmographie

### Cinéma

#### Longs métrages
- 1994 : World and Time Enough d'Eric Mueller : Mike
- 2000 : Juste une nuit (Just One Night) d'Alan Jacobs : Un fêtard
- 2003 : Numb de Michael Ferris Gibson : Jerome
- 2010 : Friendship! de Markus Goller : Hope
- 2010 : Ashes d'Ajay Naidu : Eddie
- 2016 : The Secrets of Emily Blair de Joseph P. Genier : Détective Malach
- 2023 : Shelter in Solitude de Vibeke Muasya : Jackson
- 2024 : La Planète des singes : Le Nouveau Royaume (Kingdom of the Planet of the Apes) de Wes Ball : Raka

#### Courts métrages
- 1999 : King of the Bingo Game d'Elise Robertson : Un homme
- 2009 : Pearlie Tenders de David Wiley : Jordan Pearl

### Télévision

#### Séries télévisées
- 1997 / 1999 : Nash Bridges : Staple / Weldon Howard
- 2002 : Animated Tales of the World : Le narrateur (voix)
- 2004 : New York, police judiciaire (Law and Order) : Troy Hill
- 2004 : FBI : Portés disparus (Without a Trace) : Un policier
- 2005 : Jonny Zéro : Michael Edmonds / Mitchell Edmonds
- 2007 : Supernatural : Isaac
- 2007 : Dexter : Leonis
- 2008 : The Shield : Vernon
- 2014 : Murder (How to Get Away with Murder) : David Allen
- 2015 : Minority Report : Luca Van Zant
- 2015 - 2016 : Harry Bosch (Bosch) : Révérend Isiah Ott
- 2016 : Shameless : Luther Winslow
- 2016 : NCIS : Enquêtes spéciales (NCIS) : Agent Baldwin
- 2016 : My America : Derek
- 2017 : Esprits criminels : Unité sans frontières (Criminal Minds: Beyond Borders) : Deputé Superintendant Banner McDaniels
- 2017 - 2022 : The Orville : Lieutenant Commandant Bortus
- 2019 : SEAL Team : Chef Wilke
- 2021 - 2024 : Les Griffin (Family Guy) : Preston Lloyd (voix)

#### Téléfilm
- 2014 : High Moon d'Adam Kane : Général Gale

### Jeux vidéos
- 1996 : Twisted Metal 2 : Axel (voix)
- 1997 : Kûru bôdâzu 2 : Le boss (voix)
- 2008 : Turok: Son of Stone : Tower Sentry (voix)
- 2017 : Wolfenstein II: The New Colossus : Bombate (voix)
- 2019 : Anthem : Commandant Vule (voix)

## Récompenses
- 2002 : Emmy Award du meilleur doublage pour Animated Tales of the World[2].